# 강릉시민축구단
강릉 시민 FC(Gangneung Citizen Football Club)는 대한민국 강원특별자치도 강릉시에 있는 축구 선수단이다. 강릉시민축구단이 운영하는 남자 세미프로 축구단이며, 1999년에 창단되었다. 강릉시를 연고지로 하며, K3리그에 참가하고 있다.

## 역사
1999년 5월 6일에 강릉시청 축구단으로 창단했다. 2021년 1월 29일에 강릉종합경기장에서 강릉시민축구단 창립총회를 개최했다. 축구협회는 K3리그 참여 조건으로 2021년까지 축구팀의 법인 운영을 제시했다. 이에 강릉시는 예산 증가의 부담 완화와 시민의 참여율을 높이기 위해 시민구단 형식으로 재단법인 설립을 추진했고, 2021년 3월 설립허가가 완료되면 강릉시민축구단 운영과 함께 유소년 축구팀 운영 및 육성, 시민 축구사랑 회원제도 시행할 예정이다. 2021년 3월 5일 재단법인의 강릉시민축구단으로 재창단했다.

## 선수 명단

### 1군 선수
- 2025년 7월 3일 기준

참고: FIFA 자격 규정에 따라 소속된 국가대표팀 국기를 표시합니다. 선수는 복수의 FIFA 비회원국 국적을 가지고 있을 수 있습니다.
| 번호 | 포지션 | 국적 | 이름   |
| ---- | ------ | ---- | ------ |
| 1    | GK     |      | 황한준 |
| 2    | DF     |      | 김믿음 |
| 2    | DF     |      | 김기수 |
| 4    | DF     |      | 권영호 |
| 5    | DF     |      | 신기환 |
| 6    | MF     |      | 송영민 |
| 7    | MF     |      | 정상규 |
| 8    | MF     |      | 윤성한 |
| 9    | FW     |      | 조건규 |
| 10   | MF     |      | 까레카 |
| 11   | FW     |      | 황정현 |
| 13   | FW     |      | 김승찬 |
| 14   | MF     |      | 박지우 |
| 15   | DF     |      | 양시혁 |
| 16   | FW     |      | 손민범 |
| 17   | FW     |      | 서완규 |

| 번호 | 포지션 | 국적 | 이름   |
| ---- | ------ | ---- | ------ |
| 19   | DF     |      | 심정용 |
| 20   | DF     |      | 문진용 |
| 21   | GK     |      | 한지율 |
| 22   | DF     |      | 홍준서 |
| 23   | MF     |      | 박하빈 |
| 27   | MF     |      | 김영준 |
| 31   | GK     |      | 김민서 |
| 33   | DF     |      | 김현승 |
| 39   | FW     |      | 최성민 |
| 44   | DF     |      | 전우람 |
| 50   | DF     |      | 김대중 |
| 77   | FW     |      | 송준민 |
| 88   | MF     |      | 김진현 |
| 94   | DF     |      | 최재현 |
| 99   | FW     |      | 루컹   |

## 스태프

### 코칭 스태프
| 직위         | 이름   | 비고 |
| ------------ | ------ | ---- |
| 감독         | 김도근 |      |
| 코치         | 방호진 |      |
| 골키퍼 코치  | 전수현 |      |
| 의무트레이너 | 배주노 |      |

## 기록과 통계

### 시즌 결과
| 시즌 | 리그   | 리그     | FA컵 | ACL | 기타                       |
| 시즌 | 디비전 | 순위     | FA컵 | ACL | 기타                       |
| ---- | ------ | -------- | ---- | --- | -------------------------- |
| 2003 | 2      | 전기: 8  | -    | -   | -                          |
| 2003 | 2      | 후기: 8  | -    | -   | -                          |
| 2004 | 2      | 전기: 6  | 32강 | -   | 리그컵: 조별리그           |
| 2004 | 2      | 후기: 1  | 32강 | -   | 리그 챔피언 결정전: 준우승 |
| 2005 | 2      | 전기: 4  | 32강 | -   | -                          |
| 2005 | 2      | 후기: 9  | 32강 | -   | -                          |
| 2006 | 2      | 전기: 11 | 32강 | -   | -                          |
| 2006 | 2      | 후기: 5  | 32강 | -   | -                          |
| 2007 | 2      | 전기: 2  | 26강 | -   | 리그컵: 8강                |
| 2007 | 2      | 후기: 4  | 26강 | -   | 리그컵: 8강                |
| 2008 | 2      | 3        | 32강 | -   | 리그컵: 4강                |
| 2008 | 2      | 3        | 32강 | -   | 리그 챔피언 결정전: 4강    |
| 2009 | 2      | 3        | 32강 | -   | 리그컵: 8강                |
| 2009 | 2      | 3        | 32강 | -   | 리그 챔피언 결정전: 우승   |
| 2010 | 2      | 전기: 8  | 16강 | -   | 리그컵: 8강                |
| 2010 | 2      | 후기: 1  | 16강 | -   | 리그 챔피언 결정전: 4강    |
| 2011 | 2      | 3        | 32강 | -   | 리그컵: 8강                |
| 2011 | 2      | 3        | 32강 | -   | 리그 챔피언 결정전: 준PO   |
| 2012 | 2      | 3        | 32강 | -   | 리그컵: 8강                |
| 2012 | 2      | 3        | 32강 | -   | 리그 챔피언 결정전: 6강 PO |
| 2013 | 3      | 8        | 32강 | -   | 리그컵: 4강                |
| 2014 | 3      | 4        | 8강  | -   | 리그컵: 준우승             |
| 2014 | 3      | 4        | 8강  | -   | 리그 챔피언 결정전: 준PO   |
| 2015 | 3      | 9        | 3R   | -   | 리그컵: 조별리그           |
| 2016 | 3      | 1        | 32강 | -   | 리그컵: 조별리그           |
| 2016 | 3      | 1        | 32강 | -   | 리그 챔피언 결정전: 준우승 |
| 2017 | 3      | 7        | 32강 | -   | 리그컵: 조별리그           |
| 2018 | 3      | 4        | 32강 | -   | 리그컵: 조별리그           |
| 2019 | 3      | 1        | 32강 | -   | 리그컵: 준우승             |
| 2019 | 3      | 1        | 32강 | -   | 리그 챔피언 결정전: 우승   |
| 2020 | 3      | 3        | 32강 | -   | 리그 챔피언 결정전: 2R     |
| 2021 | 3      | 13       | 2R   | -   | -                          |

## 논란
2014년 12월 3일 축구단을 운영하는 강릉시 측에서 선수들을 대거 해고하는 사태가 벌어져 논란이 있었다. 이후 구단 운영비 횡령 관련하여 경찰의 수사가 있었다. 선수단의 부당 운영에 대해 항의하던 서포터즈들은 강릉시 측의 지지부진한 반응에 실망, 2015년 3월 운영진 총 사퇴를 결의하고 서포터즈 운영을 중단했다.

## 참고 문헌
- “스포츠지원포털 등록 현황”. 대한체육회.
- “KFA 통합경기정보 시스템”. 대한축구협회.
- 〈강릉 시청 축구단〉. 《디지털강릉문화대전》. 한국학중앙연구원.